# Milotay István
Milotay István (Nyírbátor, 1883. május 3. – Stein am Rhein, Svájc, 1963. február 10.), szélsőjobboldali újságíró, politikus, író.

## Élete, pályafutása
Édesapja Milotay Gábor (1847-1896), nyirbátori gyakorlóügyvéd, édesanyja Angyalossy Borbála (1845-1908) volt. A debreceni református jogakadémia és a kolozsvári jogi doktorátus után rövid ideig közigazgatási gyakornok volt. 1907-től a Budapesti Hírlap munkatársa, majd 1913-tól az Új Nemzedék szerkesztője. 1919 februárjában keresztény-nemzeti beállítottságú lapja szerkesztőségét szétrombolták, a Tanácsköztársaság alatt pedig be is tiltották. A Tanácsköztársaság után támogatta a numerus clausust, a húszas években jobbról bírálta a Bethlen-rendszert. Cikkeiben üdvözölte a hitleri sörpuccsot (1923) és a román Vasgárda erősödését.
1919 augusztusától újra az Új Nemzedék szerkesztője lett, de a közte és Bangha Béla között fennálló állandó nézeteltérés miatt egy évvel később új lapot volt kénytelen alapítani Magyarság címmel.
1930-ban jelent meg „Az ismeretlen Magyarország” című cikkgyűjteménye, amely akár korai szociográfiának is tekinthető. Ebben a műben kendőzetlenül ír a vidéki Magyarország nyomorúságos állapotáról, a szegény emberek kilátástalan helyzetéről, a kivándorlásról.
1920-22 között a KNEP (a kormánypárt) Debrecenben megválasztott nemzetgyűlési képviselője volt. Az 1922-es választásokon alulmaradt; legközelebb csak 1931-ben indult. Ekkor Eckhardt Tiborral közös listán szerepelt Miskolcon, amiről Eckhardt még igen, de Milotay már nem jutott be. 1933-ban aztán Eckhardt egy időközi választáson Mezőcsáton már mint kisgazda képviselő „megmérkőzött” az ott megüresedett országgyűlési helyért Purgly Emillel, a Károlyi Gyula-kormány földművelődésügyi miniszterével és nyert, miskolci mandátumáról lemondott. Mivel utána a listán Milotay következett, pártonkívüliként ismét országgyűlési képviselővé vált.
A Parlamentben Imrédy Béla körének vezéralakja, politikai nézeteinek népszerűsítője volt, aminek érdekében 1934 augusztusában elindította a kormánypárti Új Magyarság című lapot. Ennek irányultsága az Imrédy-kormány bukása és Imrédy saját pártjának (Magyar Megújulás Pártja) után is megmaradt, ahogy némileg önmagának ellentmondva kormánypártisága is.
Milotay még az Imrédy-kormány alatt, annak 1938 novemberi átalakítása után többedmagával belépett a Nemzeti Egység Pártjába (a kormánypártba). Ezt az 1939-es választások előtt átneveztek Magyar Élet Pártjává, aminek színeiben újfent megválasztották és egészen 1944 végéig (jogilag 1945-ig) képviselő maradt. Imrédyt nem követte annak pártjába.
1944 szeptemberében a Törvényhozók Nemzeti Szövetségének a tagja lett. Tisztségét a nyilas puccs után is megtartotta, habár többé már nem publikált.
1944 végén Németországba, majd onnan 1947-ben Brazíliába emigrált. 1956-tól haláláig egy svájci protestáns otthonban élt.

## Publikációk
- Mohácstól Budaőrsig ISBN 9789639298385
- Új világ felé
- Népi válság, népi Magyarország
- Tíz esztendő : cikkek, kortörténeti jegyzetek 1914-1924 (1924)
- A függetlenség árnyékában : cikkek, kortörténeti jegyzetek (1929)
- Az ismeretlen Magyarország (1930)
- A szegedi tanyavilágban (1930)
- Egy élet Magyarországért : ami Horthy emlékirataiból kimaradt (195?) ISBN 963929814X